# Daddträsket
Daddträsket är en sjö i Sorsele kommun i Lappland och ingår i Umeälvens huvudavrinningsområde. Daddträsket ligger i Vindelälven Natura 2000-område.